# Ocean Warrior
 (février 2017).
Si vous disposez d'ouvrages ou d'articles de référence ou si vous connaissez des sites web de qualité traitant du thème abordé ici, merci de compléter l'article en donnant les références utiles à sa vérifiabilité et en les liant à la section « Notes et références ».
L'Ocean Warrior est un navire appartenant à Sea Shepherd.
Le patrouilleur est utilisé par l'ONG pour s'opposer aux baleiniers japonais dans l'océan Austral. L'organisation de défense des océans a pu acheter ce navire grâce à un don de 8 millions d'euros de la part de la loterie néerlandaise. La construction dura 18 mois sur les chantiers de Damen, société néerlandaise de construction navale, l'Ocean Warrior a été mis à l'eau en juillet 2016 dans le port turc d'Antalya. C'est le navire le plus rapide de Sea Shepherd pouvant atteindre 30 nœuds, de taille légèrement plus grande par rapport au bob Barker c'est donc le deuxième plus grand navire de la flotte de Neptune derrière le SAM Simon